# 鳥取縣立博物館

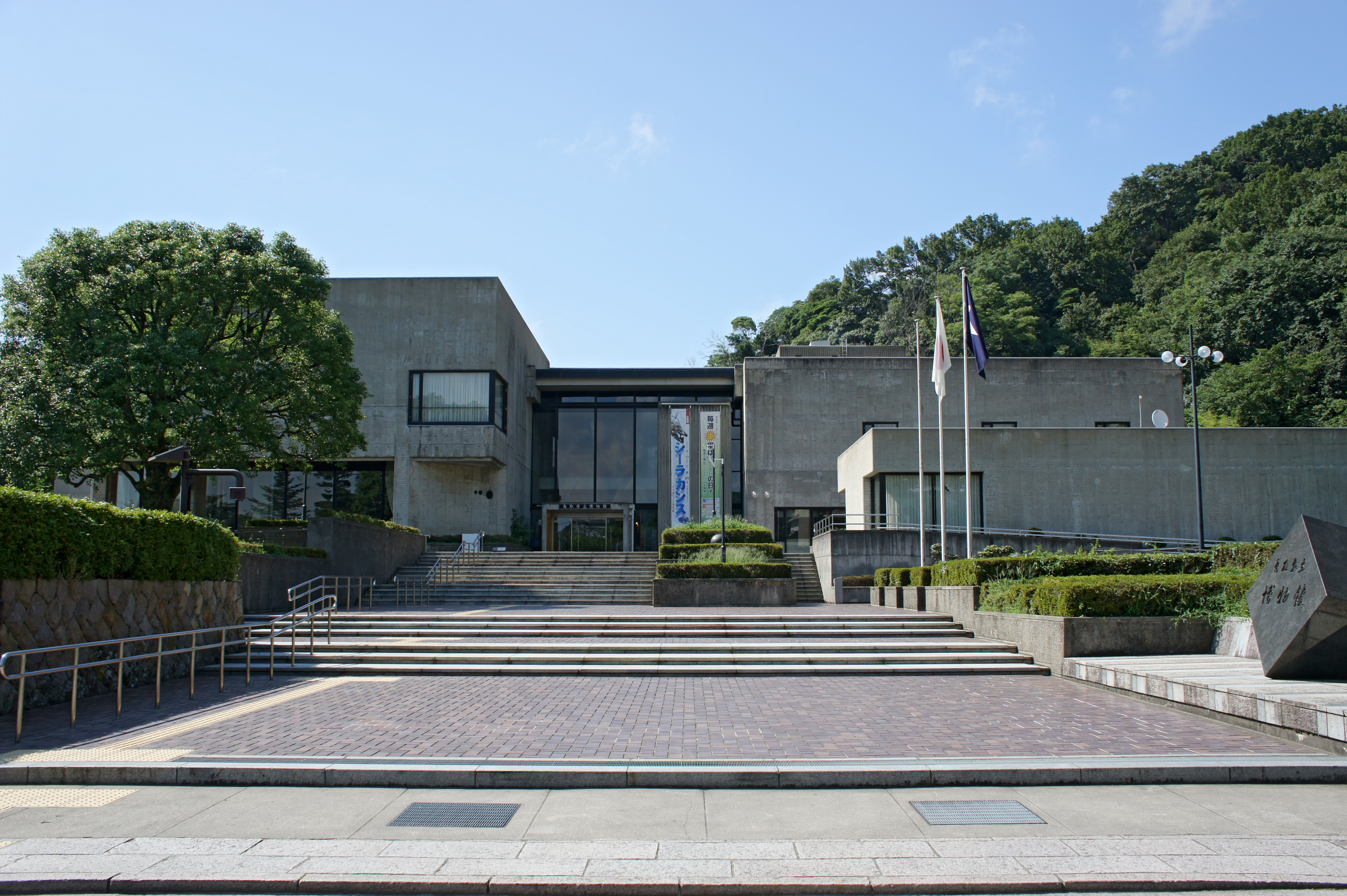
鳥取縣立博物館

鳥取縣立博物館（日语：とっとりけんりつはくぶつかん）是位於日本鳥取縣鳥取市的一座綜合博物館。

## 历史
鳥取縣立博物館設立於1949年，當時位於鳥取城內的仁風閣，前身是鳥取縣立科学博物館。現在的鳥取縣立博物館竣工於1972年，修建在棒球場的舊址上，展示鳥取縣的藝術作品和有關鳥取縣的各種資料。

## 外部連結
- 鳥取県立博物館 （页面存档备份，存于）